# Tacoma Rainiers

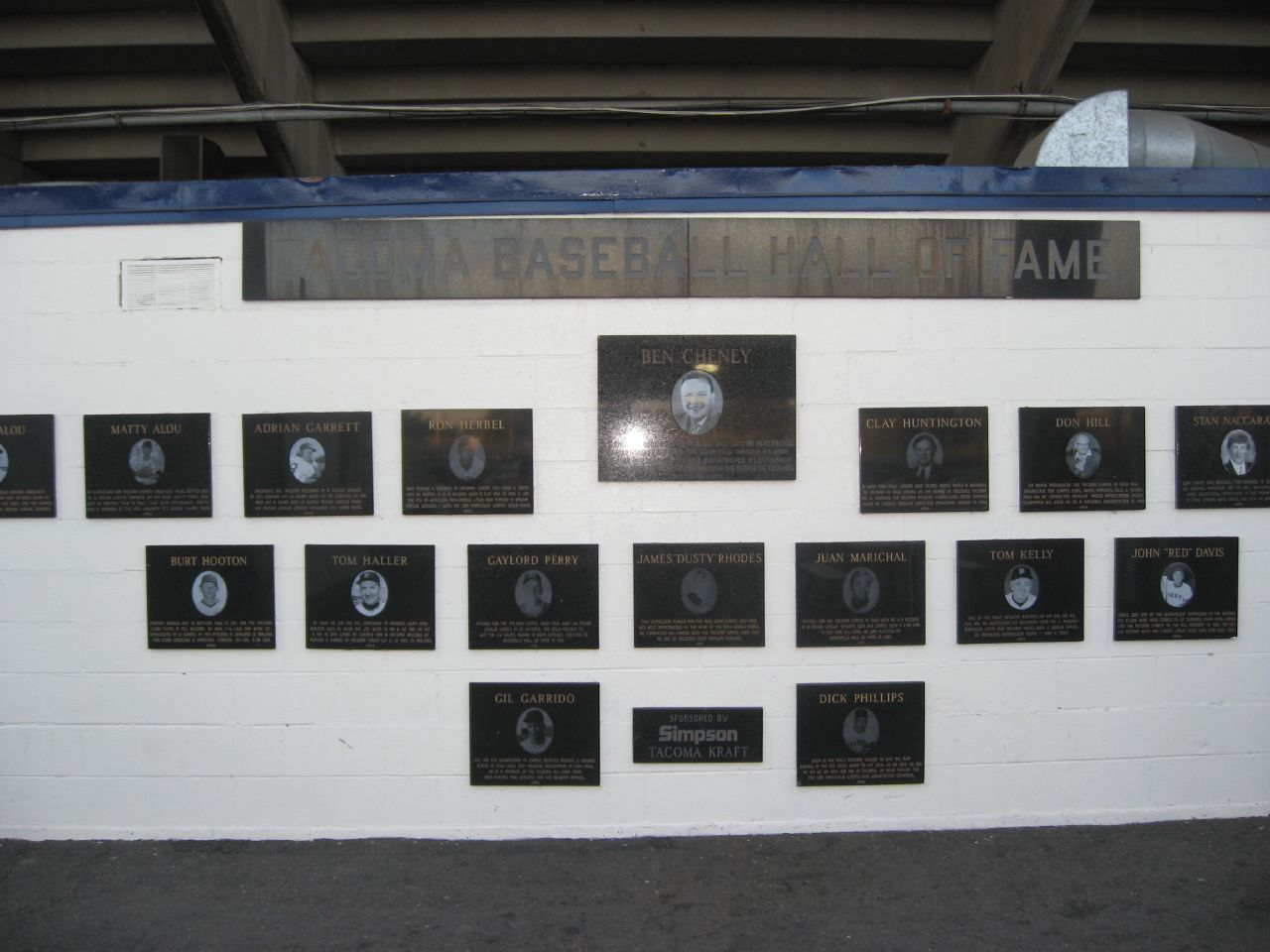
Tacoma Rainiers Hall of Fame

De Tacoma Rainiers is een Minor league baseballteam uit Tacoma, Washington. Ze spelen in de Northern Division van de Pacific Conference van de Pacific Coast League. Hun stadion heet Cheney Stadium. Ze zijn sinds 1995 verwant aan de Seattle Mariners.